# گل برفی معمولی
گل برفی معمولی (نام علمی: Galanthus nivalis) نام یک گونه از سرده گل برفی است.

## نگارخانه

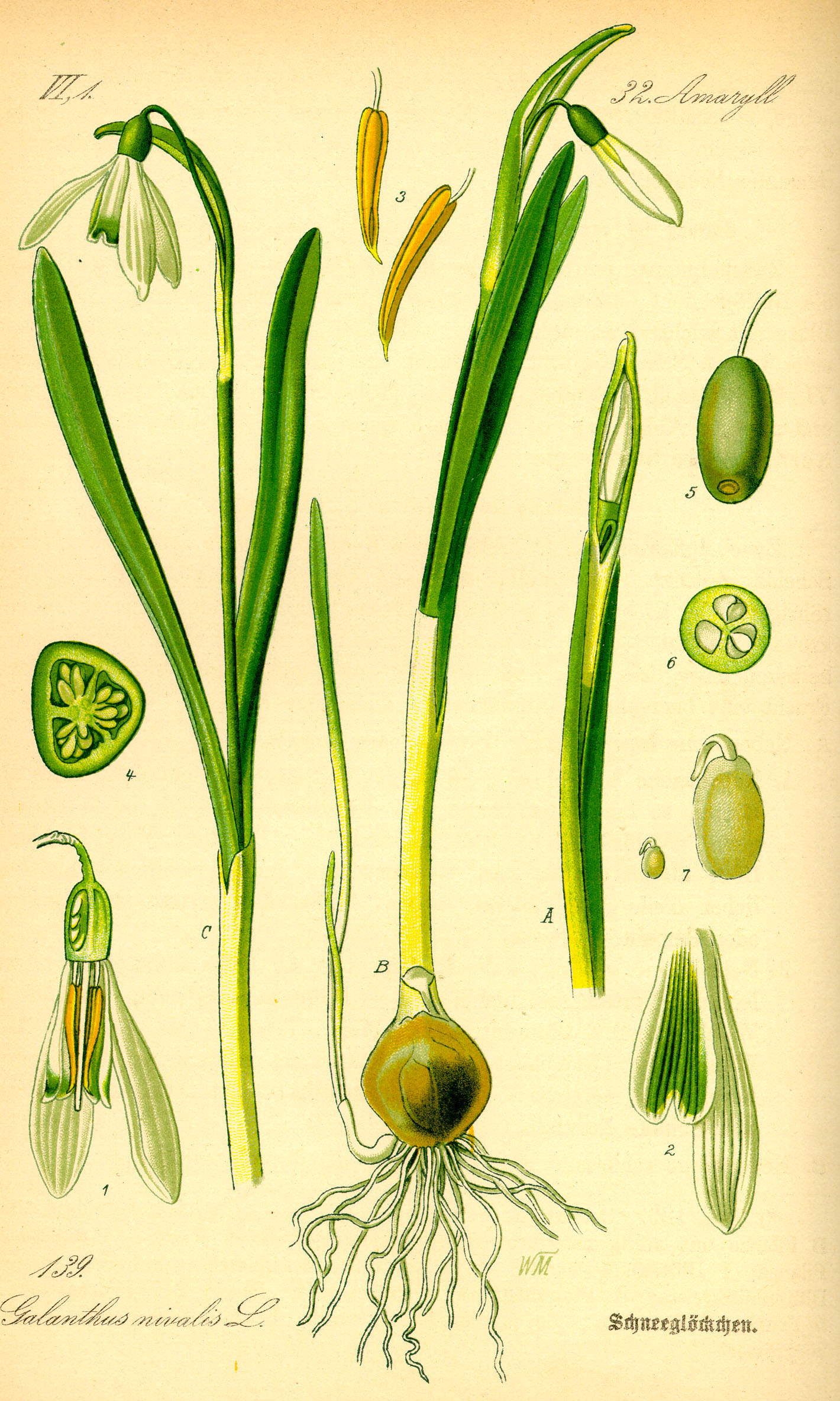
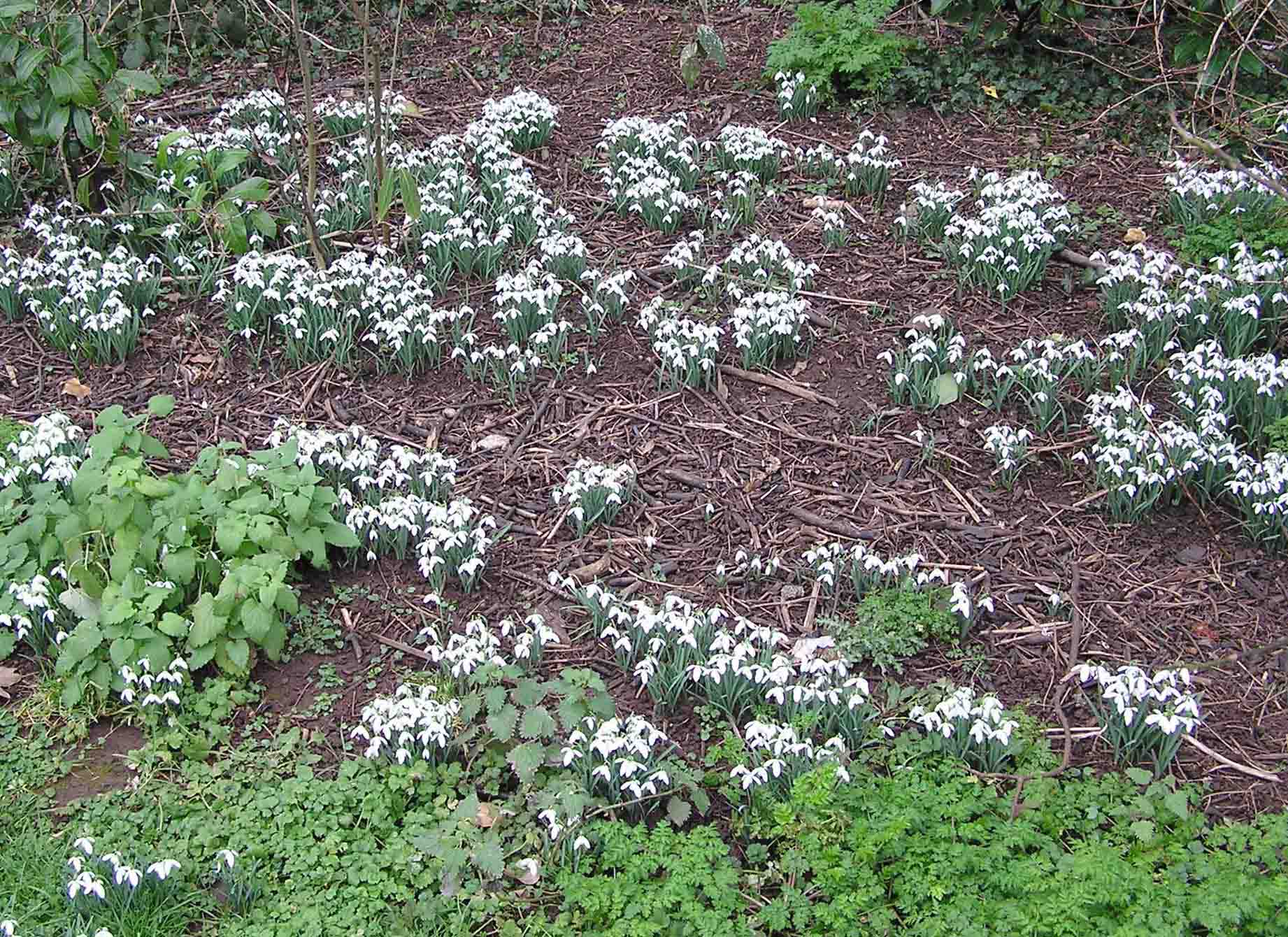
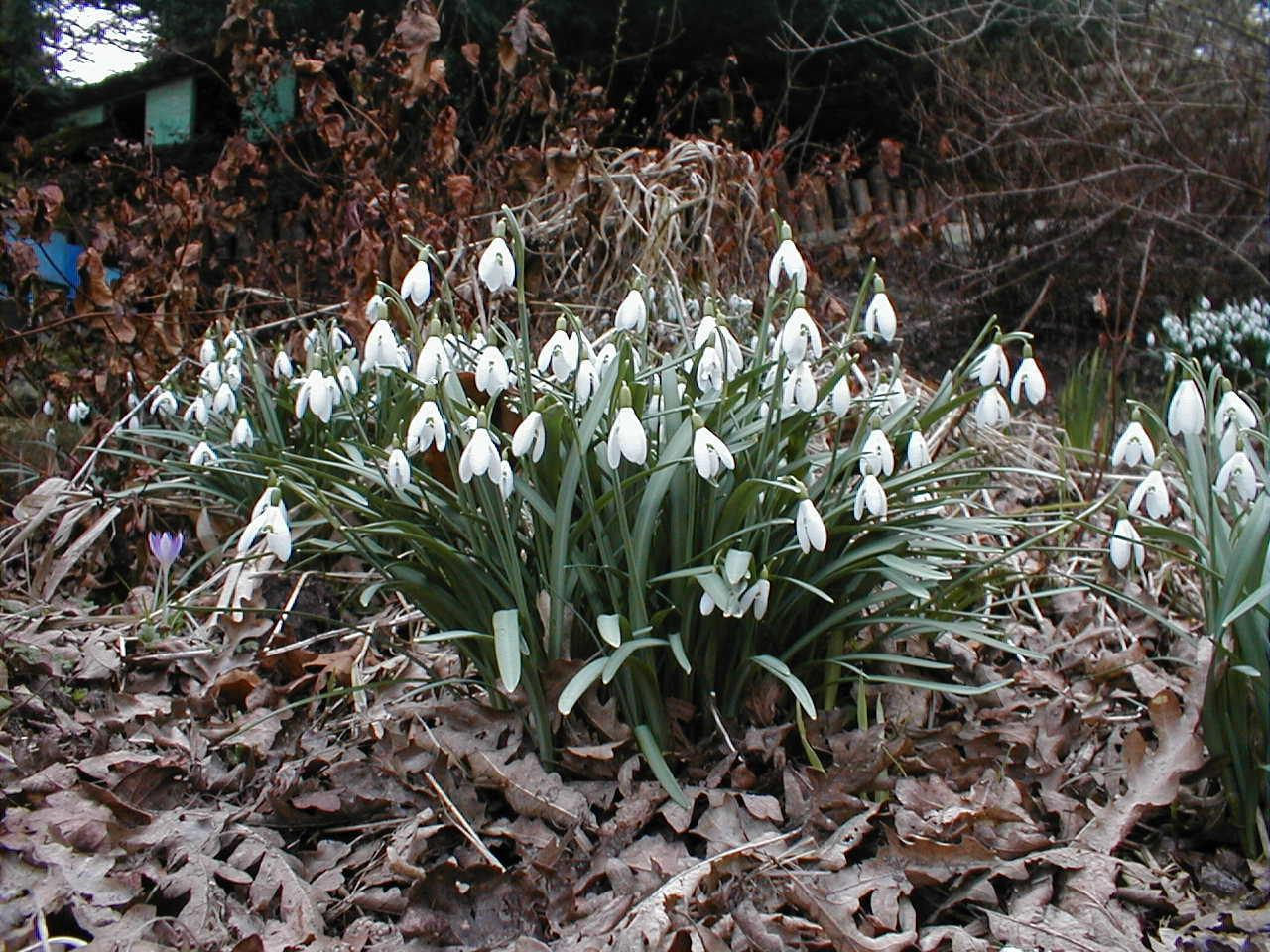
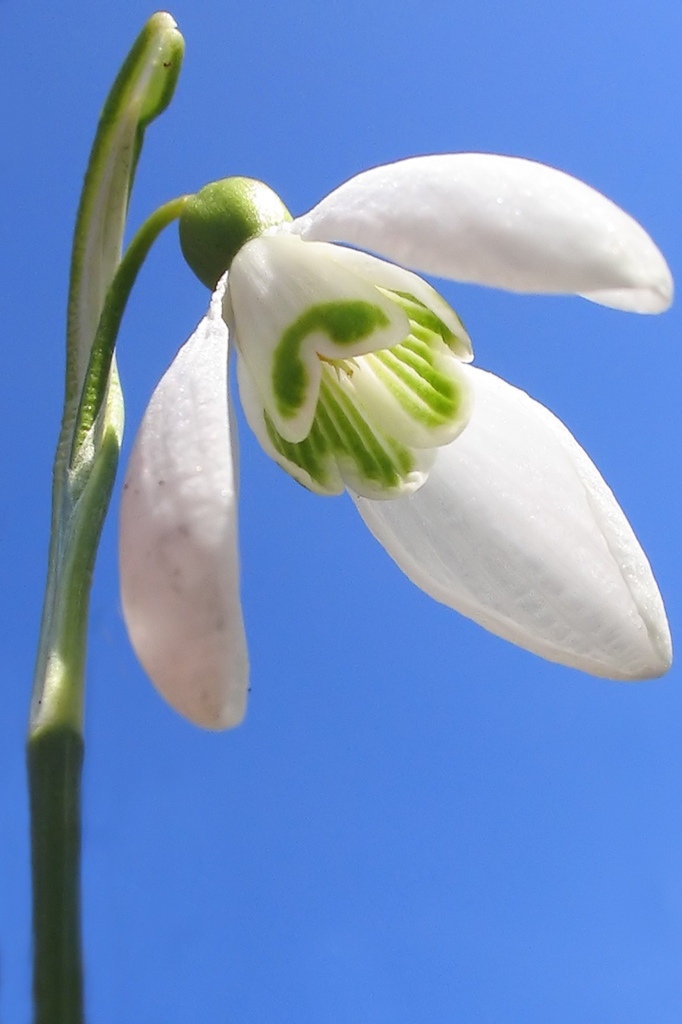
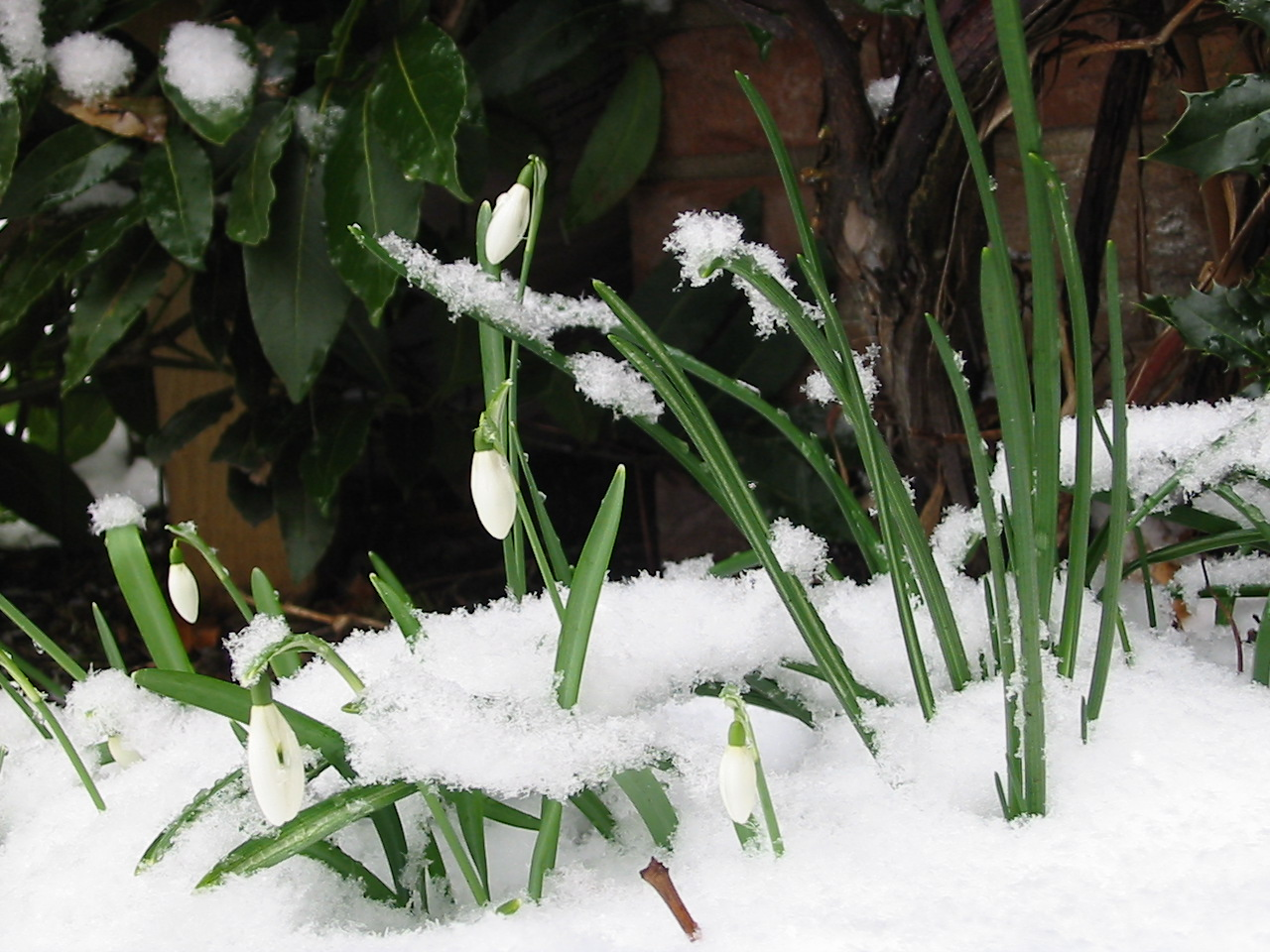
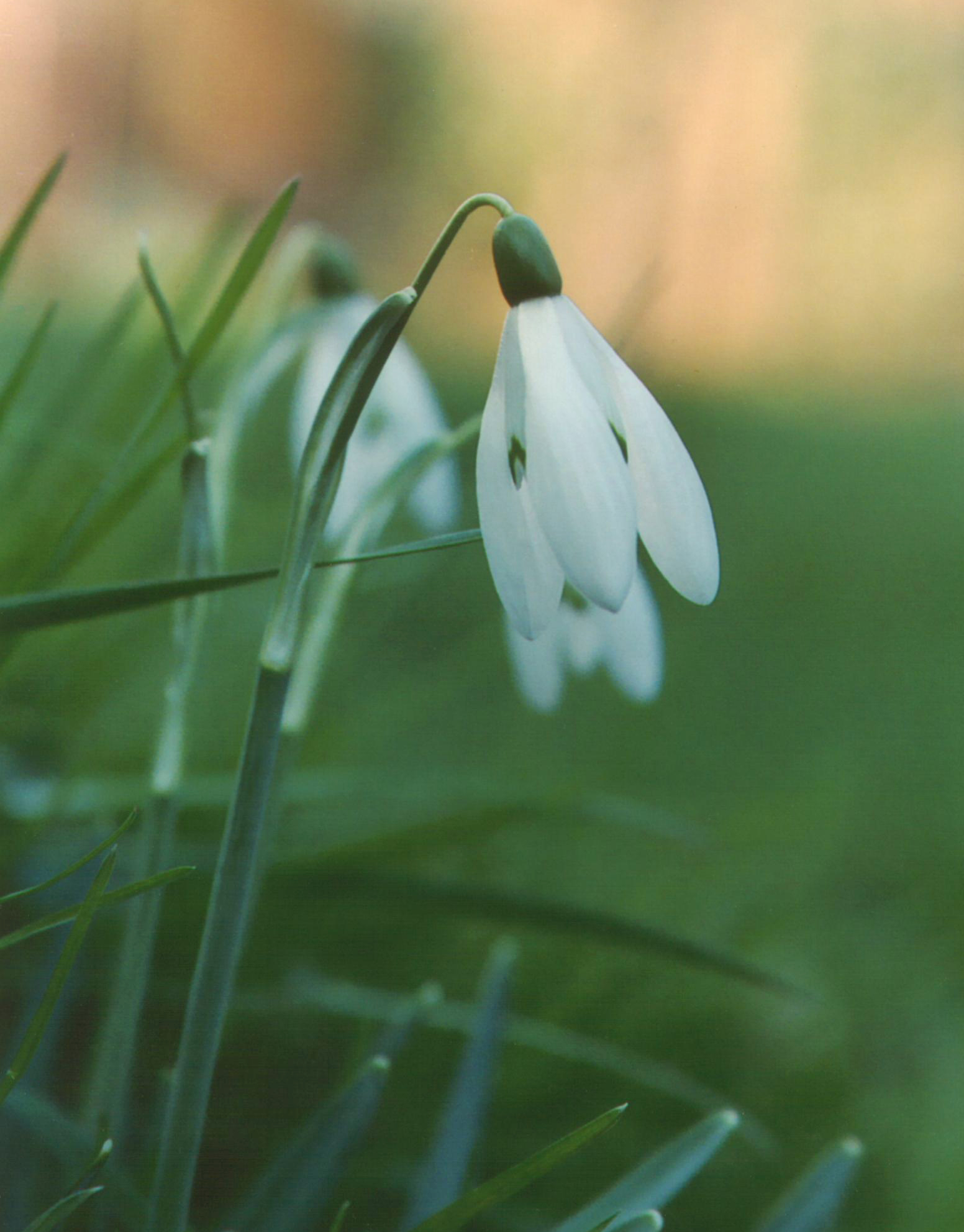
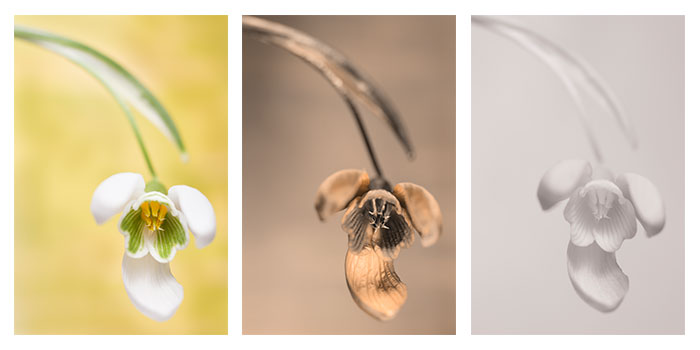